# Andrzej Pietrzyk
Andrzej Bartłomiej Pietrzyk (ur. 24 sierpnia 1953 w Opatowie) – generał dywizji Wojska Polskiego w stanie spoczynku, analityk wojskowy, nauczyciel akademicki.

## Kariera wojskowa
Andrzej Pietrzyk urodził się 24 sierpnia 1953 r. w Opatowie. W 1973 r. ukończył Technikum Hutniczo-Mechaniczne w Ostrowcu Świętokrzyskim, natomiast w 1978 r. studia na Wydziale Elektromechanicznym WAT.
Od 1978 r. do 1986 r. służył w 10 Sudeckiej Dywizji Pancernej im. Bohaterów Armii Radzieckiej w służbie uzbrojenia i elektroniki. Kolejno zajmował stanowiska: pomocnika szefa służby uzbrojenia i elektroniki w sztabie 10 Sudeckiej Dywizji Pancernej, szefa służby uzbrojenia i elektroniki 13 Warszawskiego Pułku Czołgów Średnich i 25 Nyskiego Pułku Zmechanizowanego, zastępcy dowódcy ds. technicznych 25 Nyskiego Pułku Zmechanizowanego.
Od 1986 r. pełnił służbę w Sztabie Generalnym WP, gdzie zajmował stanowiska: starszego oficera oraz zastępcy szefa wydziału w Zarządzie Planowania Materiałowego, szefa oddziału i głównego specjalisty w Zarządzie Operacyjno-Strategicznym, zastępcy szefa Zarządu Programowania Rozwoju Sił Zbrojnych (1996–1999), szefa Zarządu Planowania Rozwoju Sił Zbrojnych – zastępcy szefa Generalnego Zarządu Planowania Strategicznego P5 (1999–2002).
W 2002 r. został Radcą-Koordynatorem Sekretarza Stanu – I Zastępcy Ministra Obrony Narodowej.
W 1999 r. został awansowany na stopień generała brygady, w 2004 r. na generała dywizji.
W latach 2006–2007 pełnił funkcję Pełnomocnika Ministra Obrony Narodowej ds. Budowy Siedziby MON.
W 2008 r. zakończył zawodową służbę wojskową i został przeniesiony w stan spoczynku.
Autor wielu analiz i ekspertyz ekonomiczno-wojskowych związanych z programem integracji Sił Zbrojnych RP z Organizacją Traktatu Północnoatlantyckiego.
W 2001 r. wpisany do „Honorowej Księgi Ministerstwa Obrony Narodowej”.

### Awanse
- porucznik – 1979
- kapitan – 1982
- podpułkownik – 1990
- pułkownik – 1993
- generał brygady – 1999
- generał dywizji – 2004

## Działalność naukowa i społeczna
W 1994 r. ukończył Podyplomowe Studia Operacyjno-Strategiczne w Akademii Obrony Narodowej.
W 2011 r. został kierownikiem Katedry Bezpieczeństwa Narodowego w Wyższej Szkole Biznesu i Przedsiębiorczości w Ostrowcu Świętokrzyskim. Od 2012 r. członek kolegium redakcyjnego półrocznika naukowego „Ante Portas – Studia nad Bezpieczeństwem”. Autor analiz i publikacji naukowych z zakresu problematyki bezpieczeństwa i obronności.

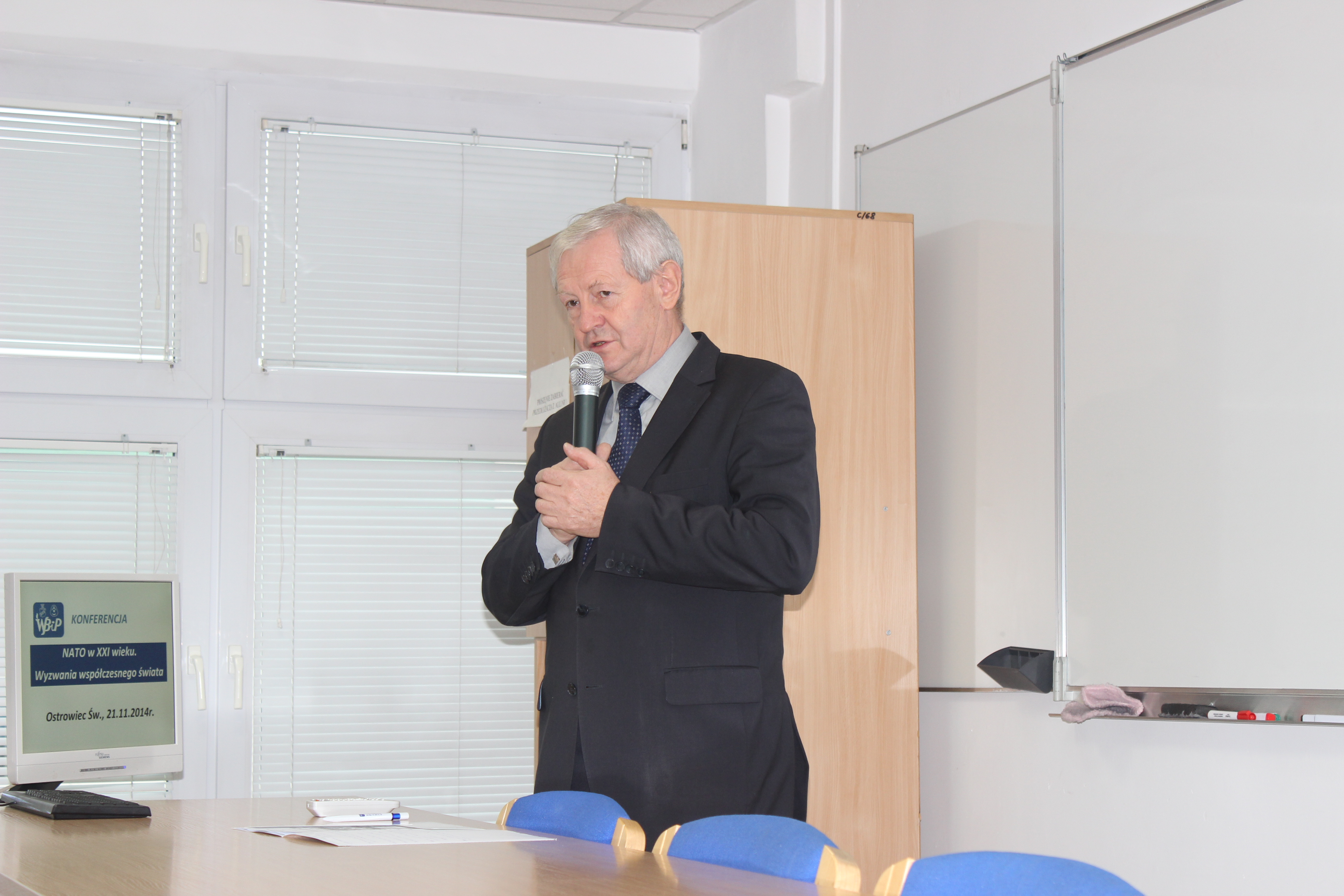
gen. dyw. w st. spocz. Andrzej Pietrzyk (2014)

Członek Rady Programowej Międzynarodowej Konferencji Naukowej „The issues of development, production and maintenance of weapon systems” (2006), Przewodniczący Komitetu Organizacyjnego Międzynarodowej Konferencji Naukowej „Życie i działalność Prezydenta RP Kazimierza Sabbata na tle misji polskiej emigracji niepodległościowej na Zachodzie” pod honorowym patronatem Prezydenta RP Bronisława Komorowskiego (2014). Przewodniczący Komitetu Organizacyjnego Ogólnopolskich Ćwiczeń Organizacji Proobronnych „Kompania Lekkiej Piechoty w Terenie Zurbanizowanym OSTROWIEC 2014” pod honorowym patronatem Szefa BBN Stanisława Kozieja (2014).
Były Przewodniczący Rady Programowej Międzynarodowego Salonu Przemysłu Obronnego.
Aktywny uczestnik życia społecznego i kulturalnego.
Odznaczony Złotym Krzyżem Zasługi oraz Krzyżem Kawalerskim Orderu Odrodzenia Polski. Honorowy Obywatel Łagowa oraz Tarłowa.

## Życie prywatne
Brat prof. dr. hab. Zdzisława Pietrzyka, dyrektora Biblioteki Jagiellońskiej.
Żonaty. Ma troje dzieci.